# صلفاحيات
الصُلفاحيات (الاسم العلمي: Cirrina)، رُتيبة حيوانات بحرية من الرخويات ورتبة الأخطبوطيات.